# Мы сегодня дома
«Мы сегодня дома» — песня московской группы «Хадн дадн», сочинённая в начале января 2018 года и записанная на «Тайный альбом» музыкального коллектива. Основана на впечатлениях от новогодней поездки к родственникам Антона Моисеенко, продюсера «Хадн Дадн». Стала популярной в ранний период пандемии COVID-19.

## История создания

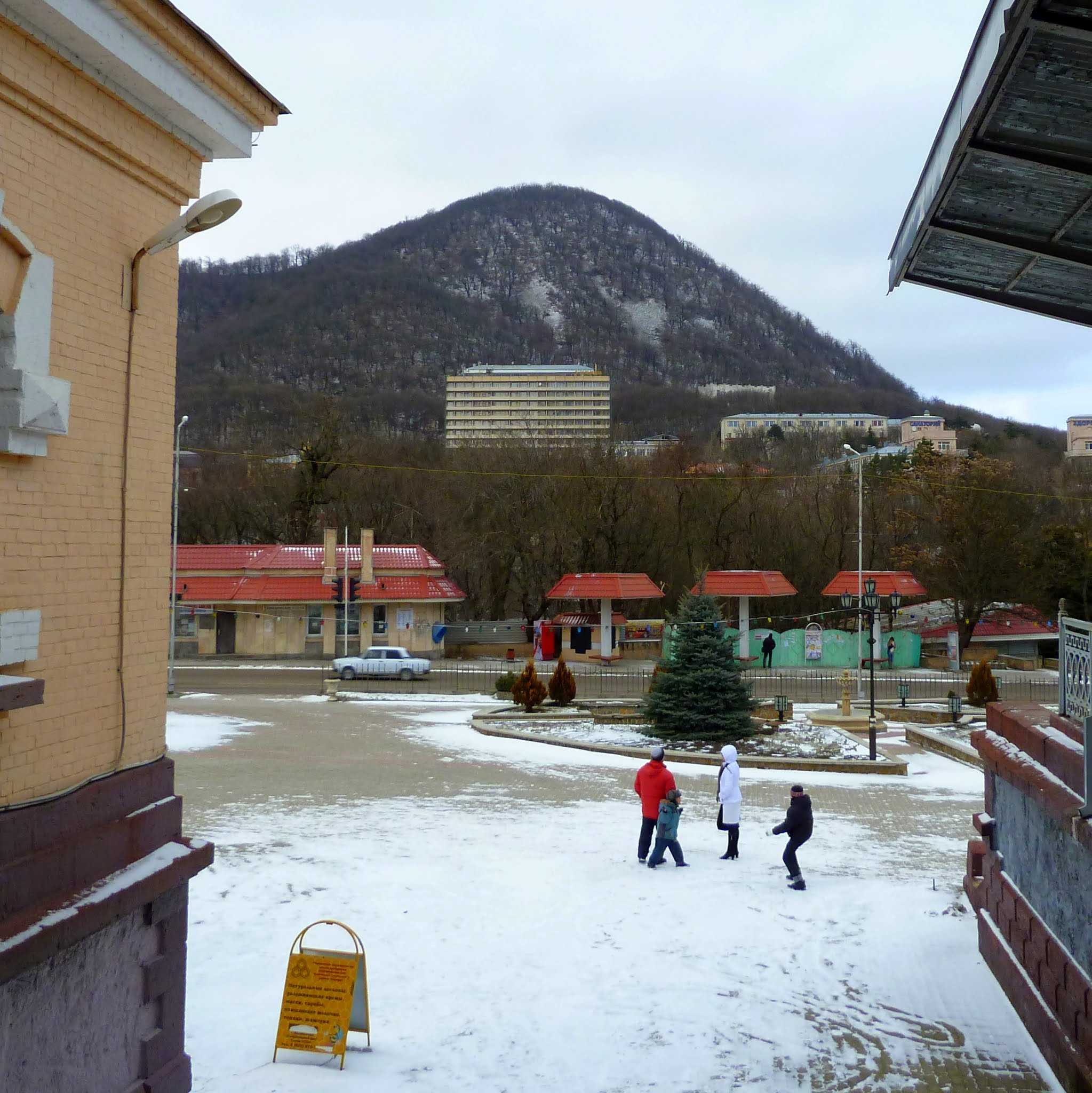
Железноводск 3 января 2012 года.

В новогодний период с 2017 на 2018 год солистка группы Варвара Краминова и продюсер Антон Моисеенко отправились отмечать праздник в Минеральные Воды к его родственникам, которые устроили для них «богатую развлекательную программу», свозив на Эльбрус, Домбай, в Кисловодск и Пятигорск. Однако к 3 января близкие Антона устали от путешествий и начали отказываться от дальнейших поездок («Выезжайте там без нас, погуляйте там за нас»).
В результате гости решили отправиться одни в Железноводск («Мы были в каком-то совершенно ужасном гневе, нас возмущало, что они хотят остаться дома — хотя они имели, конечно, на это полное право»). Родственники, в свою очередь, посоветовали им ехать туда «на маршрутке. Всего 45 рублей». Ещё возле маршрутного такси Варвара принялась за сочинение новой песни:

И когда мы подходили к этой маршрутке, я начала петь: «Мы сегодня дома-а-а». Антон продолжил. На этой диктофонной записи, надо сказать, мы поем в абсолютно хамской, ужасной манере, очень агрессивно — то есть изначально это была такая протестная песня. Пока мы шли до остановки, быстро накатали её почти целиком, причем почти все оставшиеся после «мы сегодня дома» строчки придумал Антон. Ещё Кристина, сестра Антона попросила купить ей какую-нибудь симпатичную картину — так она тоже оказалась в тексте. И поскольку песня была почти сразу готова, мы про неё тут же забыли.
— Варвара Краминова
Впоследствии участники группы ещё долгое время не уделяли внимание этой работе — после Минеральных Вод они направились в Ростов, Таганрог, продолжая сочинять музыку во время своего путешествия. И только после возвращения в Москву Варвара сосредоточилась на песне, у которой на тот момент уже были текст с мелодией. Оставалось лишь сформировать из строчек куплеты и составить музыкальную композицию.
В столице изначально протестная песня «успокоилась» во время её доработки и приобрела более лирический характер («Правда, в альбоме ещё слышно, что я там покрикиваю — сейчас я уже её довольно спокойно пою, даже с лаской в голосе.»).

## Рост популярности во время пандемии COVID-19
По мнению интернет-издания «Медуза», в начале пандемии COVID-19 произведение группы стало «негласным гимном самоизоляции». Песню начали цитировать в социальных сетях и устраивать на её основе флешмобы, один из которых был организован телеканалом «Дождь»; а на онлайн-фестивале «Боль» она стала его финальной точкой.

## Клип
На песню «Мы сегодня дома» выпущен анимационный клип, созданный Александрой Харитоновой и Марией Сониной в мастерской «Летняя школа». Весь рисованный видеоролик сделан без единой монтажной склейки. В художественной работе был использован морфинг, анимационный приём, при котором один объект постепенно превращается в другой.

## В кино
Песня используется в сериале «Медиатор» (первый сезон, финальные титры), в сериале «Трудные подростки», так же является лейтмотивом сериала «Два холма».